# Stanisław II. von Kiew
Stanisław war römisch-katholischer Bischof von Kiew 1431.
Er wurde nur in einer Bulle von Papst Eugen IV. vom 19. November 1431 genannt. Sein Vater hieß Martin.
Weitere Nachrichten sind nicht über ihn erhalten.
Möglicherweise ist er identisch mit Stanisław von Budzowo, der ein Jahr zuvor ebenfalls in einer Papstbulle erwähnt wurde, allerdings mit einem Vater namens Nikolaus. Eine solche Verwechslung von Details wäre in Papsturkunden jener Zeit nichts ungewöhnliches.